# NS-Ausleseschule
Die NS-Ausleseschulen dienten in der Zeit des Nationalsozialismus der Rekrutierung und Ausbildung des Parteinachwuchses. Insgesamt gab es drei Typen Ausleseschulen:
Die Nationalpolitischen Erziehungsanstalten (NPEA, volkstümlich: Napola) standen unter der Patronage von SA, SS und Wehrmacht. Hiervon gab es etwa 35. Bis 1941 sollen etwa 6.000 Schüler diese Einrichtungen besucht haben.
Die Adolf-Hitler-Schulen (AHS) unter der Aufsicht der Deutschen Arbeitsfront und der Hitlerjugend waren Schulen der NSDAP und unterstanden nicht dem Reichserziehungsministerium. Die parteieigenen Schulen wurden ab 1941 als Reichsschulen bezeichnet.
Die Reichsschule Feldafing der NSDAP war eine herausgehobene Ausnahmeschule zur erklärten Heranbildung von Führernachwuchs für höchste staatliche und gesellschaftliche Führungsaufgaben im Sinne der damals herrschenden NS-Ideologie. Diese wurde zunächst unter der Bezeichnung Nationalsozialistische Deutsche Oberschule Starnberger See als Privatschule der Obersten SA-Führung und des NS-Lehrerbundes sowie der NSDAP ins Leben gerufen.